# Copa Conecta
La Copa Conecta es un torneo de fútbol mexicano que se disputa por 32 equipos y fue fundada en 2021. En ella participan equipos de la Segunda y Tercera División de México.

## Historia
El 24 de noviembre de 2021 los presidentes de la Liga Premier (Segunda División) y Liga TDP (Tercera División) anunciaron el lanzamiento de la Copa Conecta, una nueva competición en la cual los clubes de estas categorías pueden optar a un premio económico y a oportunidades para mejorar su desarrollo profesional ante un futuro paso a categorías superiores.
La primera edición concluyó el 8 de marzo de 2022 con el triunfo de los Aguacateros de Peribán ante el Club Deportivo Muxes, ambos equipos de la Tercera División.
El 21 de octubre de 2022 se anunció la segunda edición de la competencia. La cual fue ganada por el club Inter Playa del Carmen.
En octubre de 2023 de cara a la tercera edición del torneo se introdujo la invitación para el campeón de la edición anterior de la competencia sin necesidad de que ese equipo se clasificara de forma matemática a través de su liga, por lo que el Inter Playa del Carmen fue el primer club clasificado a la copa por esa vía.
En diciembre de 2024 tras anunciarse la cuarta edición de la competencia dejaron de tomar parte de ella los clubes que militan en la Serie A, lo que implicó además la eliminación de la plaza clasificatoria para el campeón defensor de la copa, por lo que los cinco lugares fueron asignados para equipos de la Serie B.

## Sistema de competencia
La Copa Conecta es disputada por 32 equipos: 12 provenientes de la Liga Premier y 20 clubes de la Liga TDP. Los 12 clubes de la Segunda División son aquellos quedaron clasificados en sus respectivas posiciones durante el Torneo Apertura de la Serie B. En el caso de la Liga TDP los 20 equipos se dividen entre los 17 líderes de la primera mitad de la temporada en los 17 grupos de la categoría y los tres equipos con el mejor cociente que no fueron líderes de su grupo.
El torneo se divide en cinco etapas: Dieciseisavos, octavos, cuartos de final, semifinales y la final. Las rondas se juegan a partido único celebrado en el estadio del equipo que participa en la liga de menor categoría o en el campo del club mejor clasificado, en caso de que ambos contendientes sean de la misma Liga, tomando la proximidad geográfica como el criterio para la celebración de los partidos. Si los partidos terminan en empate se disputará una fase de tiros penales para determinar al ganador del pase a la siguiente ronda.
Los equipos filiales de clubes de la Liga MX y Liga de Expansión tienen derecho a participar en la Copa Conecta, aunque únicamente pueden utilizar a los jugadores registrados con carnet de la Liga Premier o Liga TDP, por lo que quedan excluidos aquellos futbolistas registrados en las plantillas Sub-23, Sub-18 o Sub-15 y los jugadores juveniles que cuentan con registro en la plantilla del primer equipo. Misma situación sucede con los equipos filiales de clubes de la Liga Premier que militan en la Liga TDP y se clasificaron a la Copa.

## Historial
| Edición | Campeón                | Resultado      | Subcampeón            | D.T. Campeón       | Estadio                             |
| ------- | ---------------------- | -------------- | --------------------- | ------------------ | ----------------------------------- |
| 2021-22 | Aguacateros de Peribán | 1-1 (6-5 pen.) | C. D. Muxes           | Olimpo Campos      | Estadio Municipal Claudio Suárez    |
| 2023    | Inter Playa            | 2-0            | Club Calor            | Carlos Bracamontes | Ciudad Deportiva Nora Leticia Rocha |
| 2024    | Racing Porto Palmeiras | 2-0            | Diablos Tesistán F.C. | Héctor Jair Real   | Deportivo Diablos Tesistán          |
| 2025    | Santiago F.C.          | 3-0            | Real Zamora           | Martín Moreno      | La Capilla Soccer Park              |

## Palmarés
| Club                   | Títulos | Subtítulos | Años Campeón | Años Subcampeón |
| ---------------------- | ------- | ---------- | ------------ | --------------- |
| Aguacateros de Peribán | 1       | 0          | 2021-22      | -               |
| Inter Playa            | 1       | 0          | 2023         | -               |
| Racing Porto Palmeiras | 1       | 0          | 2024         | -               |
| Santiago F.C.          | 1       | 0          | 2025         | -               |
| C. D. Muxes            | 0       | 1          | -            | 2021-22         |
| Club Calor             | 0       | 1          | -            | 2023            |
| Diablos Tesistán F.C.  | 0       | 1          | -            | 2024            |
| Real Zamora            | 0       | 1          | -            | 2025            |